# Kaliningrader Bernsteinmuseum

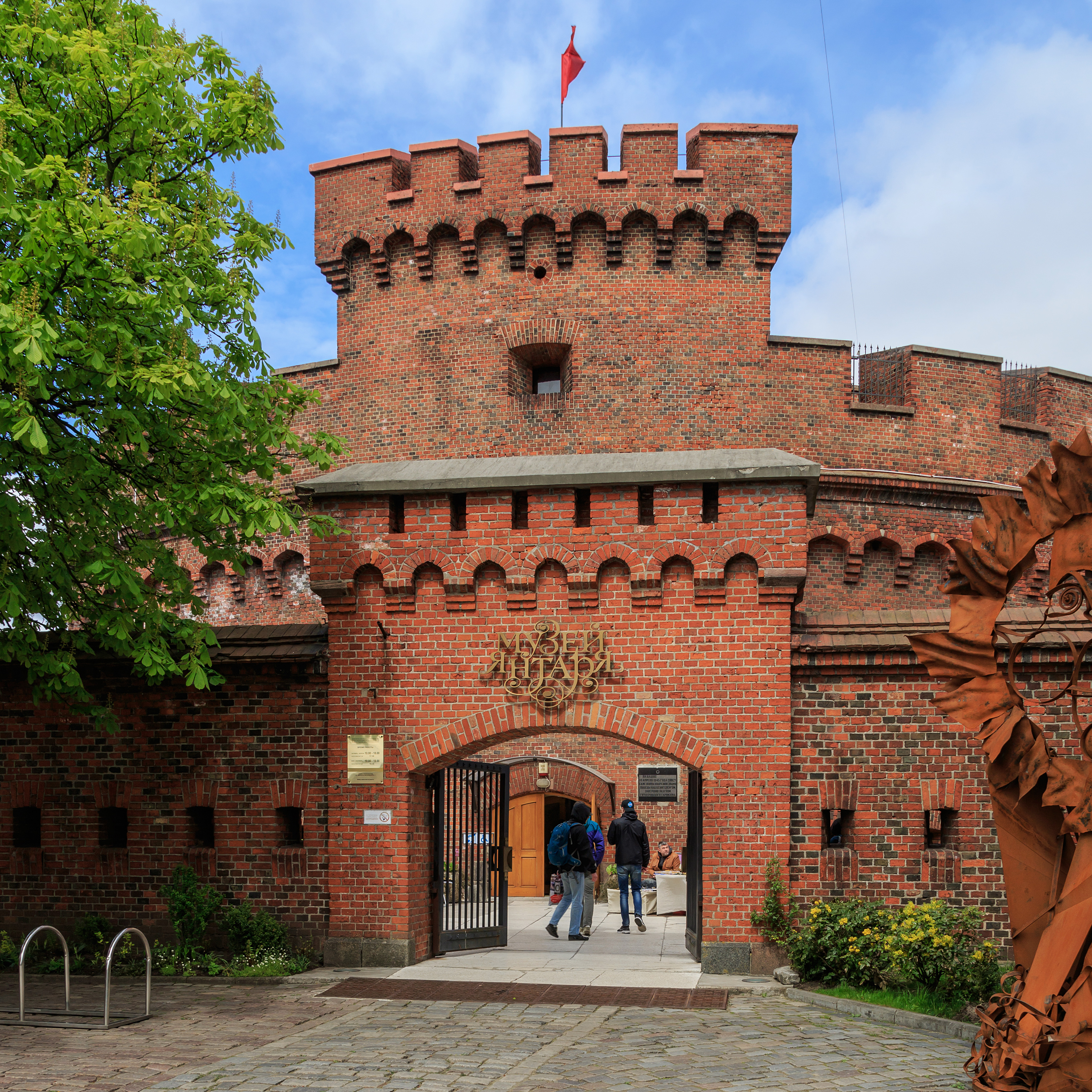
Dohnaturm mit dem Kaliningrader Bernsteinmuseum

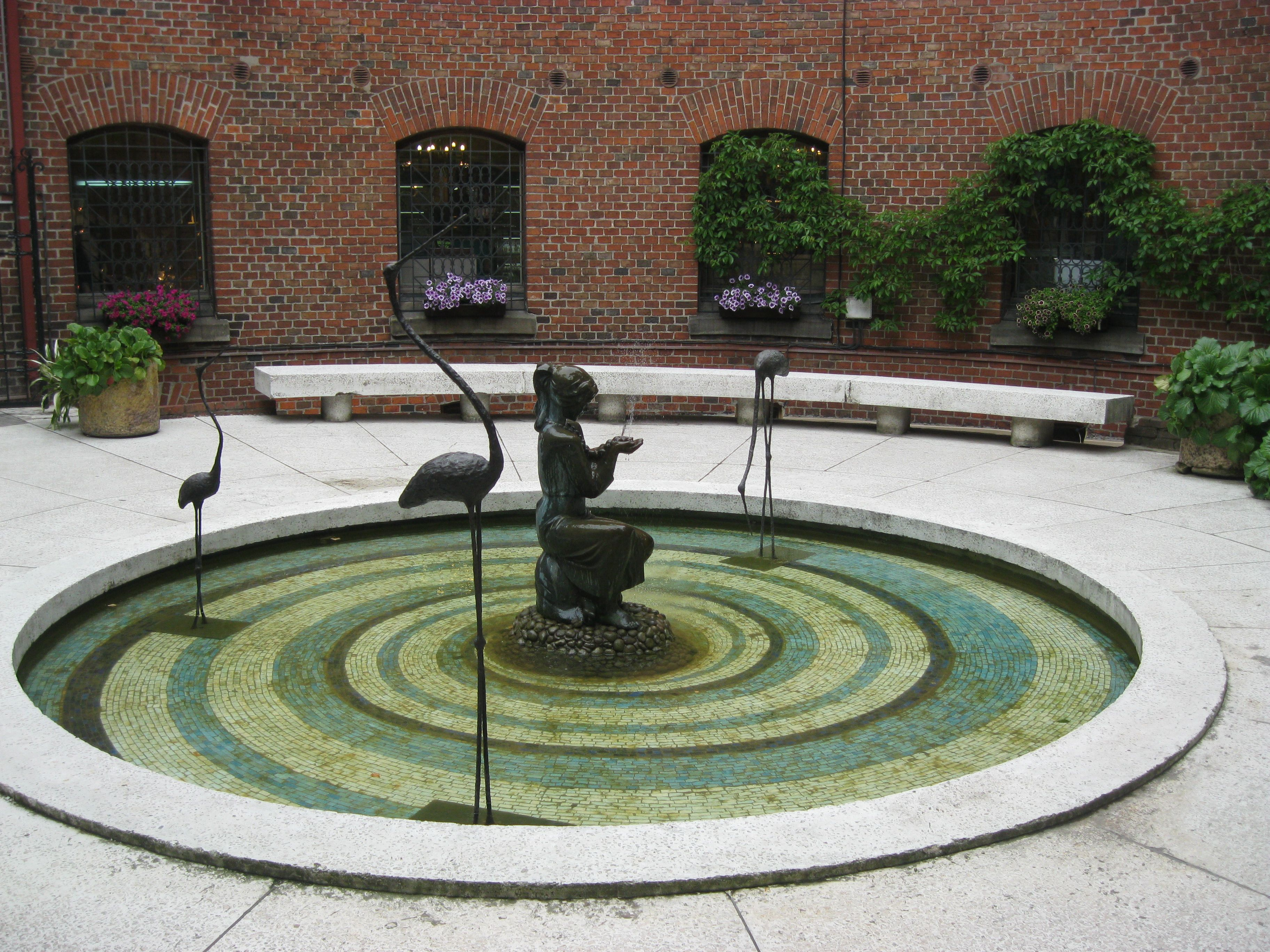
Innenhof mit Wassernixe

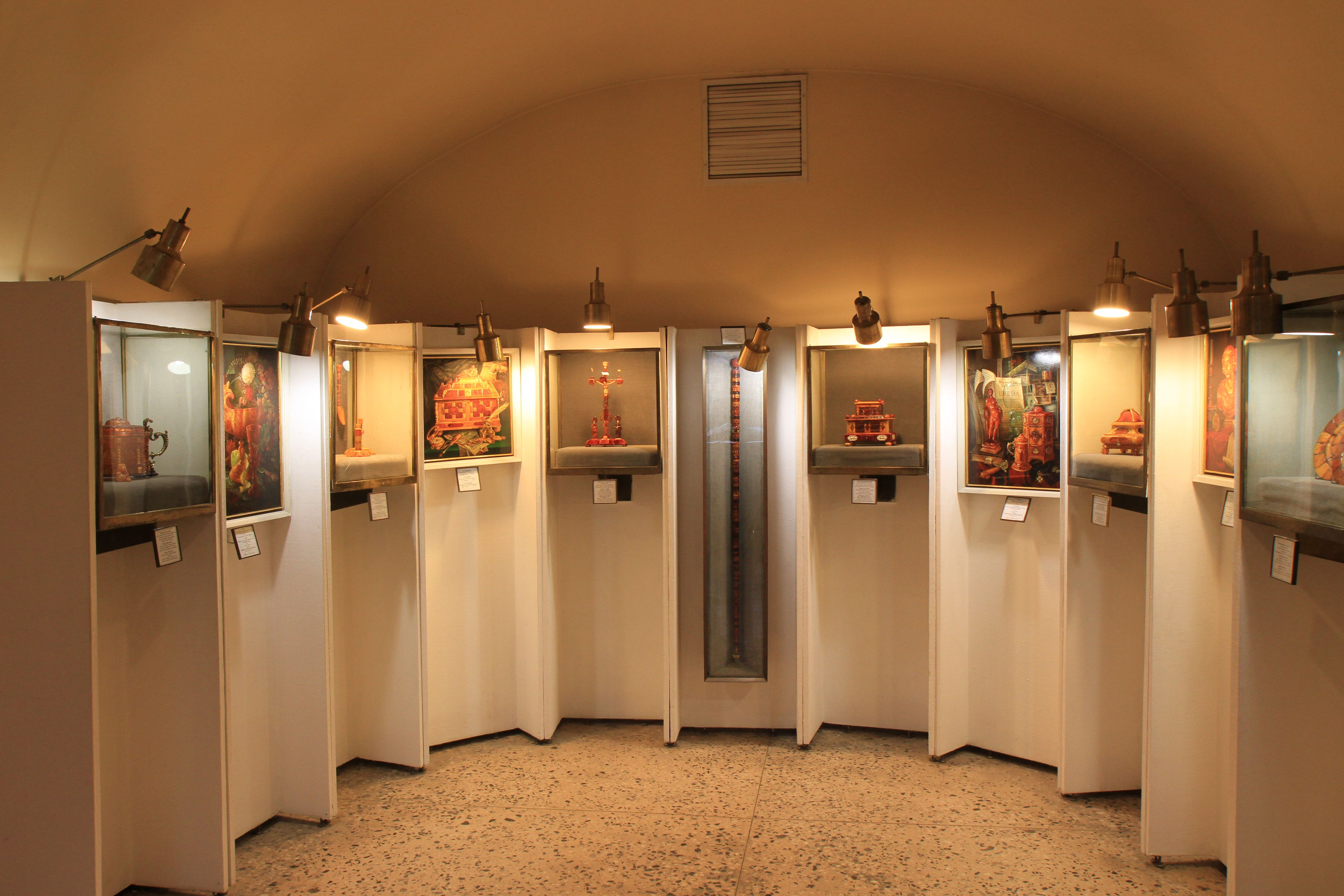
Exponate aus dem 17. Jahrhundert

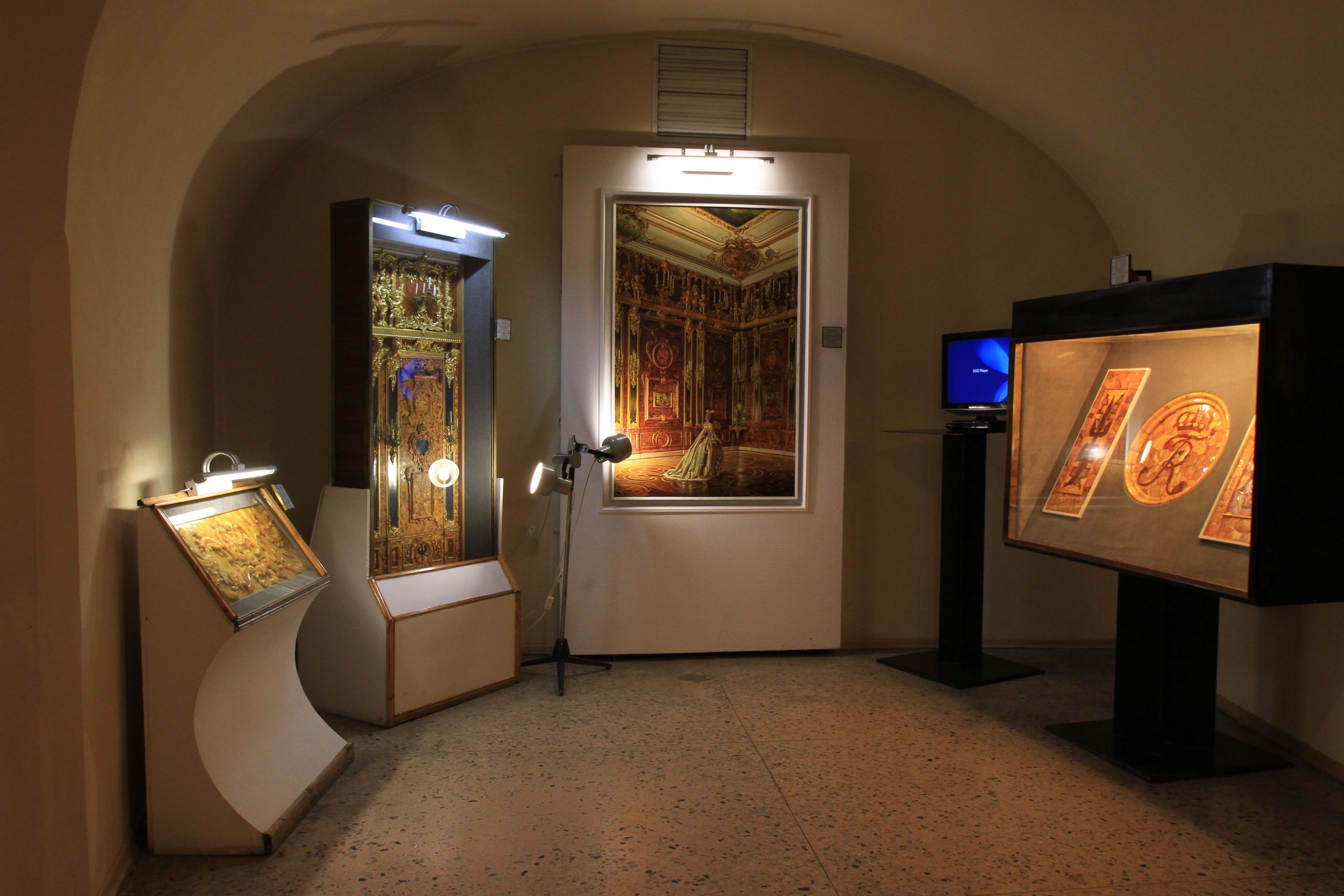
Ausstellung zum Bernsteinzimmer

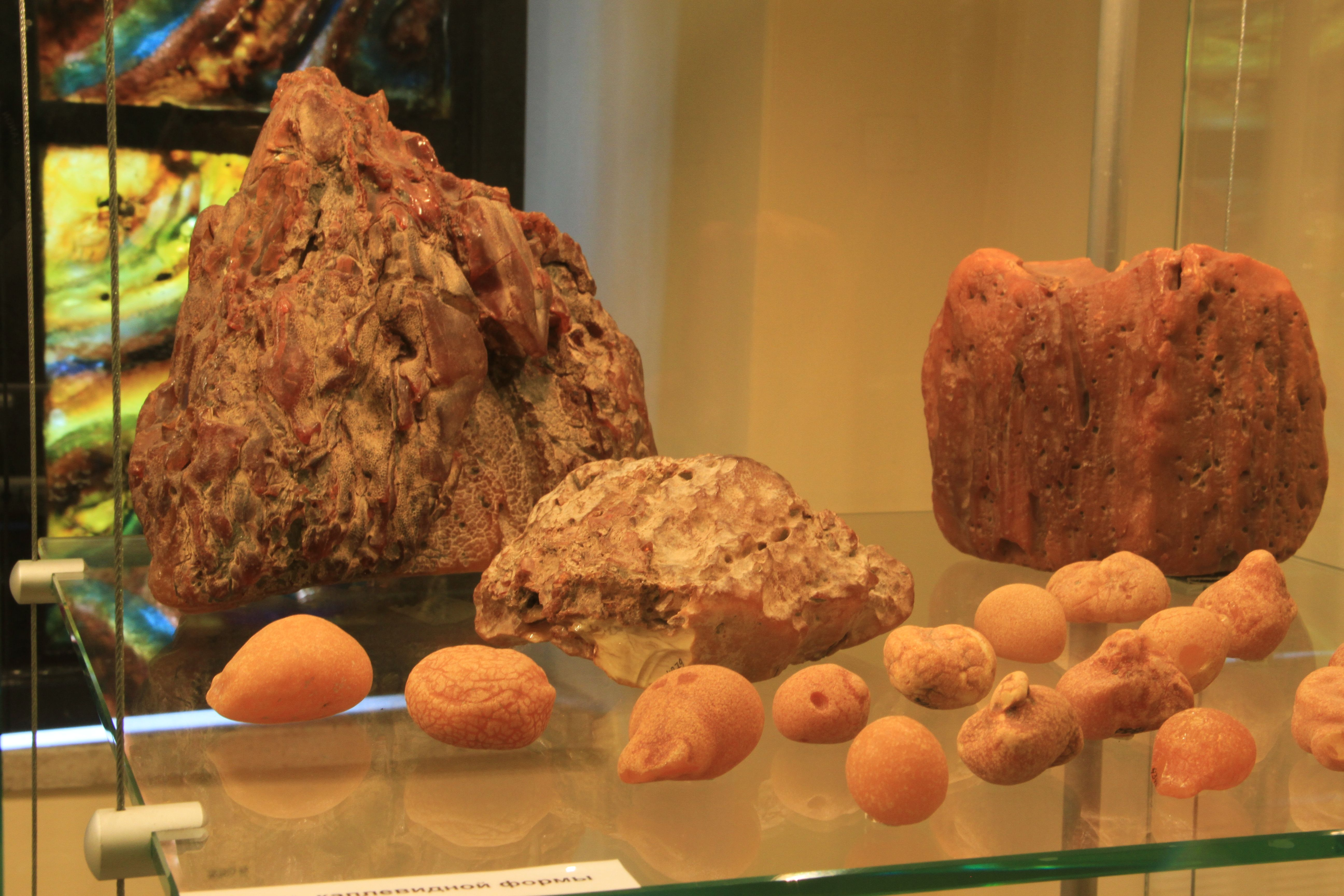
Naturbernstein, im Vordergrund sogenannte „Tropfen“

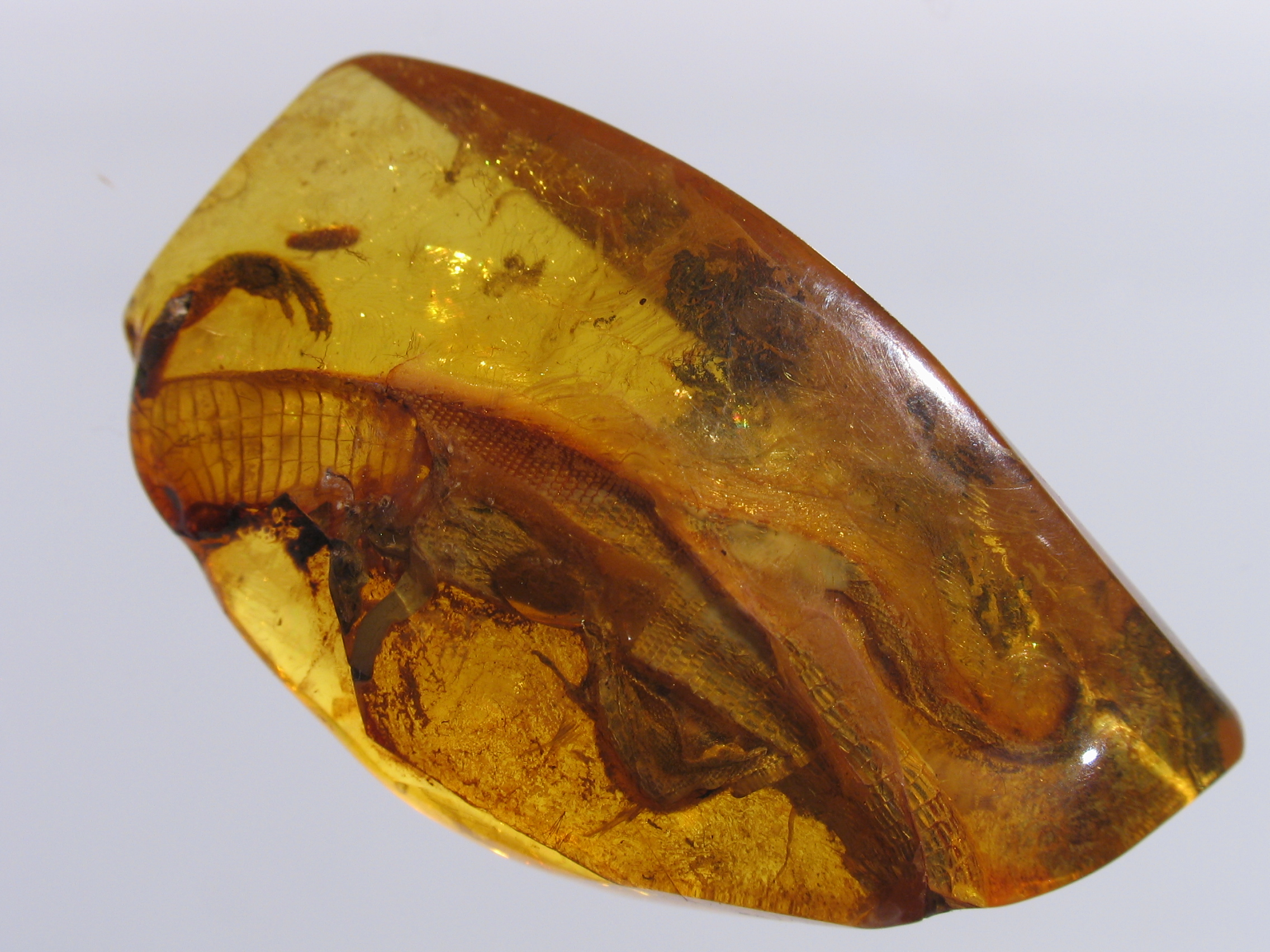
Einer der seltenen Eidechsen-Einschlüsse in Bernstein

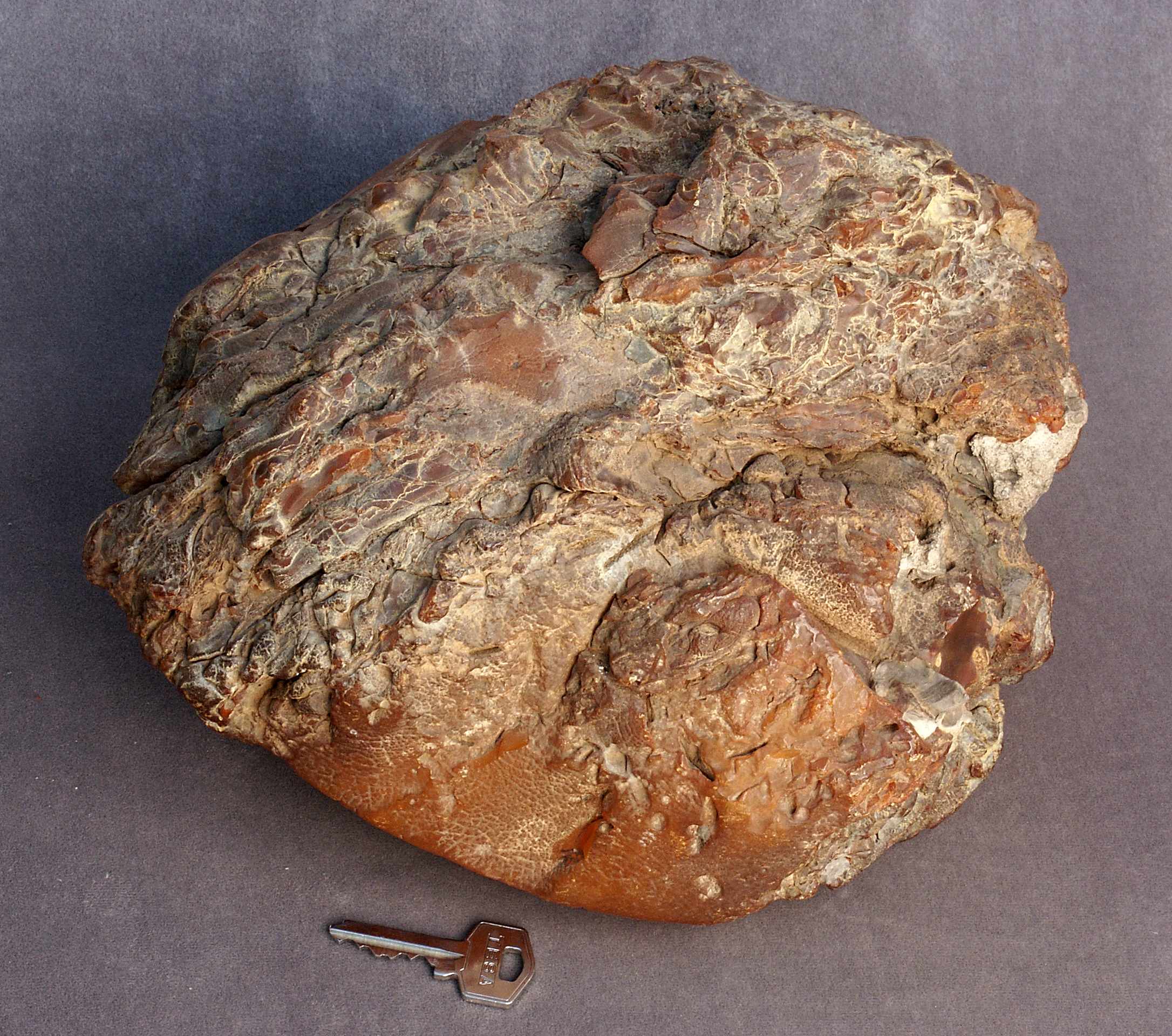
Das größte Bernsteinstück in Russland mit einem Gewicht von 4.280 Gramm

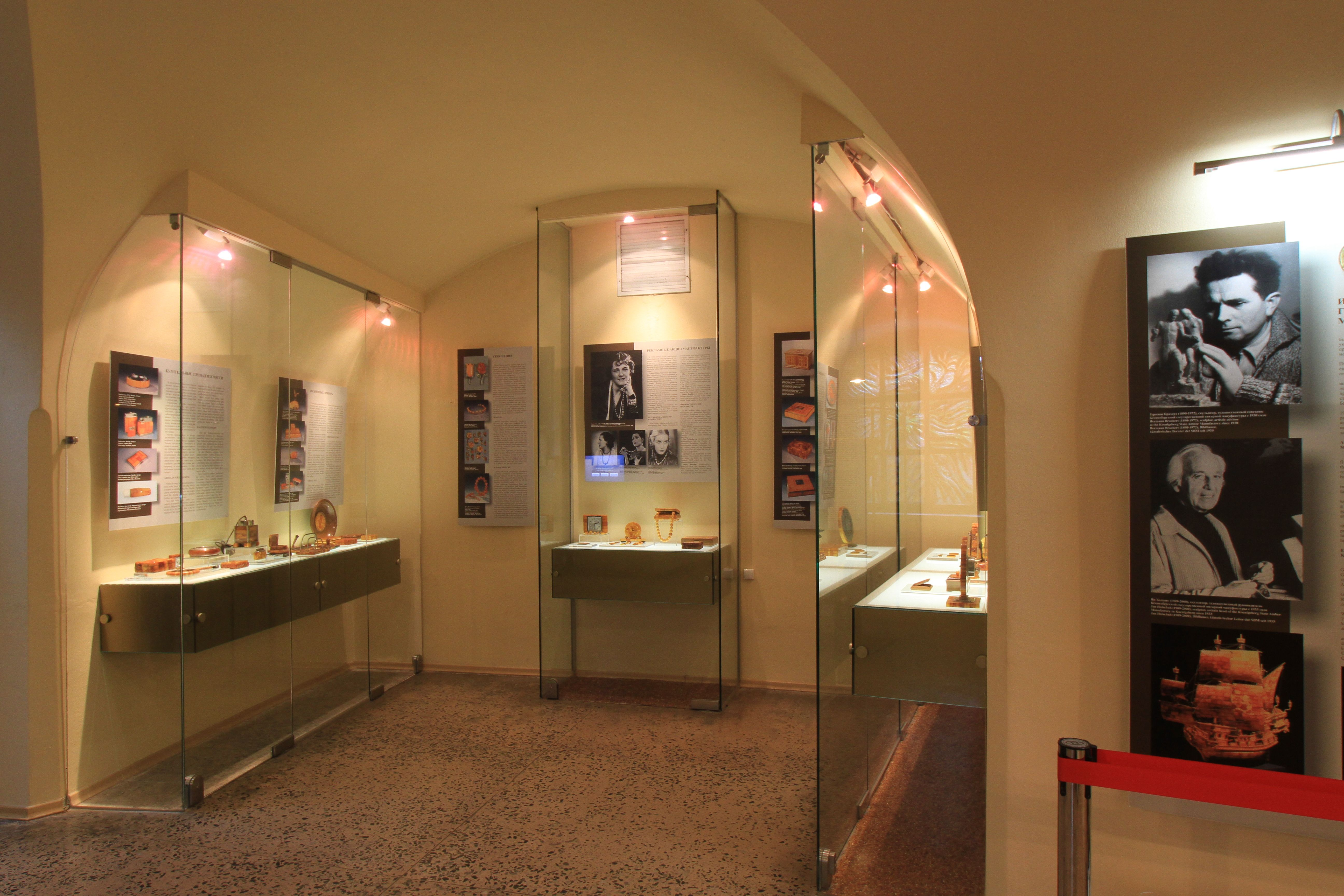
Ausstellung zur Staatlichen Bernstein-Manufaktur Königsberg

Das Kaliningrader Bernsteinmuseum (russisch Музей янтаря) im Dohnaturm in Kaliningrad wurde 1979 eröffnet. Die Sammlung umfasst Bernsteinnaturformen, Bernsteineinschlüsse und Bernsteinartefakte.

## Historie
Bereits im Jahre 1969 wurde die Gründung des Museums beschlossen. Die Restaurierung des Standortes (Dohnaturm) dauerte rund zehn Jahre. Zur Eröffnung am 29. Dezember 1979 handelte es sich bei dem Museum um eine Außenstelle des Kunst- und Geschichtsmuseums Kaliningrad.
Bereits in den ersten Jahren seines Bestehens zog das Museum bis zu 400.000 Besucher jährlich an.
Nach Überwindung einer schwierigen Periode in der Zeit des Übergangs wurde das Bernsteinmuseum im März 2003 aus dem Museum für Geschichte und Kunst ausgegliedert. Mit der so erlangten rechtlichen Eigenständigkeit der weiterhin staatlichen Institution nahm die Entwicklung des Museums einen dynamischen Verlauf. Das Museum führt in der Region Kaliningrad Ausstellungen durch und begann mit der Herausgabe eigener Publikationen, für die sich auch ein internationales Interesse entwickelte.
Im Jahre 2005 wurde erstmals ein internationaler Wettbewerb für Bernsteinarbeiten in der Bernsteinregion mit Teilnehmern aus Japan und acht europäischen Ländern durchgeführt. Dieser Wettbewerb findet seither unter dem Titel „Alatyr“ alle zwei Jahre statt („Alatyr“ ist eine altrussische Bezeichnung für Bernstein).
Anlässlich der 750-Jahr-Feier der Stadt im Jahre 2005 zeigte das Bernsteinmuseum in Kaliningrad Meisterstücke der Bernsteinkunst aus der Zeit des 16.–18. Jahrhunderts des staatlichen Museums „Zarskoje Selo“ aus dem weltbekannten Bernsteinzimmer. Es folgten weitere, auch international beachtete Ausstellungen von historischen Bernsteinobjekten unter anderem in Zusammenarbeit mit der Eremitage Sankt Petersburg und der Rüstkammer des Moskauer Kremls. Die Rüstkammer hat im Jahre 1978 für die Sammlung des Bernsteinmuseums Kaliningrad auch einige sehr wertvolle Exponate aus dem 17. und 18. Jahrhundert gestiftet.
Das Museum hat sich im Laufe der Zeit zu einem kulturellen Zentrum der Stadt Kaliningrad und zu einem touristischen Anziehungspunkt für in- und ausländische Gäste entwickelt. So wuchs die Zahl der Museumsbesucher von 90.000 im Jahre 2003 auf 236.000 im Jahre 2008. Die Einnahmen von 2,5 Millionen Rubel im Jahre 2005 konnten bis 2008 verdreifacht werden. Im Jahre 2013 fanden rund 1300 Führungen im Museum statt, das allein in diesem einen Jahr rund 30 Ausstellungen organisierte.

## Die Museumssammlung
Die Museumssammlung umfasst ca. 14.000 Objekte: Bernsteingegenstände aus dem Neolithikum, historische und zeitgenössische Arbeiten in- und ausländischer Künstler, seltene Einschlüsse in Bernstein sowie Naturbernsteinformen, darunter auch das größte in Russland zu sehende Bernsteinstück mit einem Gewicht vom mehr als vier Kilogramm.
Zu den zahlreichen herausragenden Sammlungsobjekten gehören unter anderem das Modell eines Paneels des rekonstruierten Bernsteinzimmers im Katharinenpalast von Zarskoje Selo im Maßstab 1:5, an dessen Herstellung das Museum beteiligt war und das einst bei der Entscheidungsfindung zur Rekonstruktion des „achten Weltwunders“ eine maßgebliche Rolle spielte sowie als ein Beispiel für die zu Sowjetzeiten sehr geschätzte „Monumentalkunst“ der originalgetreue Nachbau des Modells des Atomeisbrechers „Lenin“, das eine sowjetische Delegation von Diplomaten 1960 dem amerikanischen Präsidenten Dwight D. Eisenhower als Geschenk übergeben hatte.
Das Museum verfügt über eine Bücherei zum Thema Bernsteinschmuck und Bernsteinschnitzerei und unterhält ein wissenschaftliches Archiv. Im Jahre 2014 war die Anzahl der selbst edierten Publikationen auf 26 angewachsen. Die meisten dieser Veröffentlichungen sind zweisprachig (russisch und englisch).
Die in drei Geschossen des Dohnaturms untergebrachten 28 Ausstellungsräume des Museums nehmen eine Fläche von rund 1000 m² ein.
Die Ausstellung ist thematisch in fünf Bereiche gegliedert:
- Die Entstehung des Bernsteins und seine Eigenschaften.
- Bernstein in der Archäologie und Geschichte.
- Bernstein in der Kunst des 17. und 18. Jahrhunderts.
- Das Kaliningrader Bernsteinkombinat.
- Bernstein in der zeitgenössischen Kunst.

Ein Teil der Ausstellung ist der 1945 untergegangenen Staatlichen Bernstein-Manufaktur Königsberg gewidmet.

## Perspektiven
Im Jahre 2013 stellten die Stadt und der Oblast Kaliningrad Pläne vor, wonach das Gebäude der einstigen Staatlichen Bernstein-Manufaktur Königsberg in der Sattlergasse 6 (heute: ul. Portowaja 3/Ecke Serpuchowskaja) renoviert und für Ausstellungen des Meeresmuseums und des Bernsteinmuseums Kaliningrad nutzbar gemacht werden soll.
In dem vom Verfall bedrohten Gebäude soll unter anderem mit einem geschätzten Kostenaufwand von etwa 2,5 Millionen Euro in einem 16 Quadratmeter großen und fünf Meter hohen Raum eine Kopie des seit Ende des Zweiten Weltkrieges verschollenen Bernsteinzimmers eingerichtet werden. Es ist beabsichtigt, eine wissenschaftliche genaue Rekonstruktion des Bernsteinzimmers anzufertigen, gleichsam der im Katharinenpalast von Tsarskoe Selo seit 2003 zu sehenden originalgetreuen Nachbildung. Das für das Gebäude zuständige Verteidigungsministerium hat bereits der Übergabe des bis 2009 als Wohnheim genutzten und seitdem leer stehenden Gebäudes an das Kaliningrader Bernsteinmuseum zugestimmt.